# Revilla (León)
Revilla es una localidad española perteneciente al municipio de Villamejil, en la provincia de León, comunidad autónoma de Castilla y León. Está situada a aproximadamente 895 metros sobre el nivel del mar y forma parte de la comarca de La Cepeda.

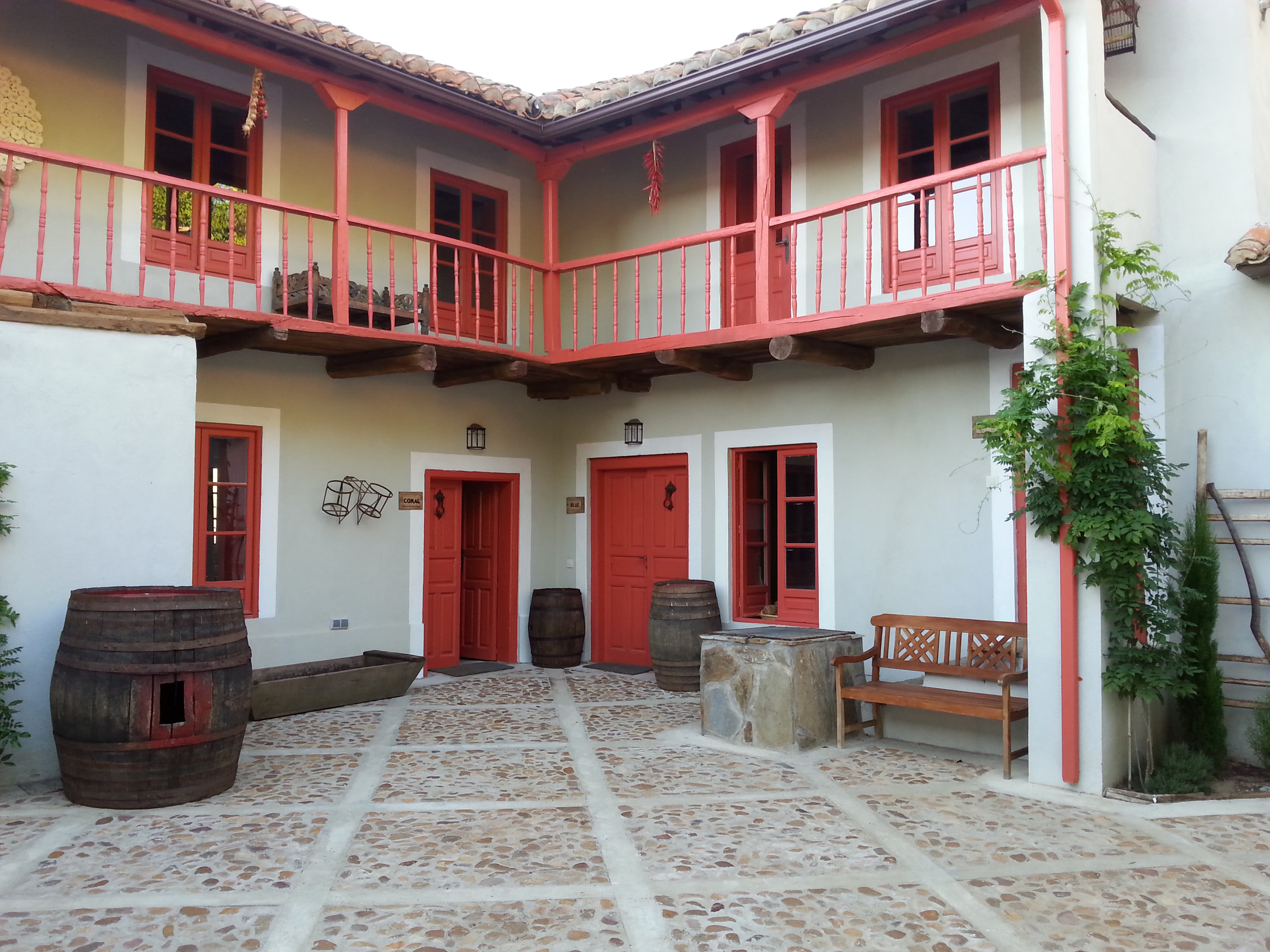
Patio de la casa de labranza La Madrigata

## Historia
El pueblo cuenta con una docena de casas, algunas de ellas renovadas por sus propietarios y otras aún en su estado original de construcción. La mayoría de los habitantes de esta población se dedicaban a la agricultura por lo que sus viviendas tenían estructuras dirigidas a permitir el desarrollo de las labores agrícolas.
La leyenda cuenta que el pueblo es fruto del desplazamiento de los vecinos de otros pueblos hacia el asentamiento definitivo de Revilla de Cepeda como consecuencia de una epidemia de peste que habría tenido lugar en el siglo XVI.[cita requerida]

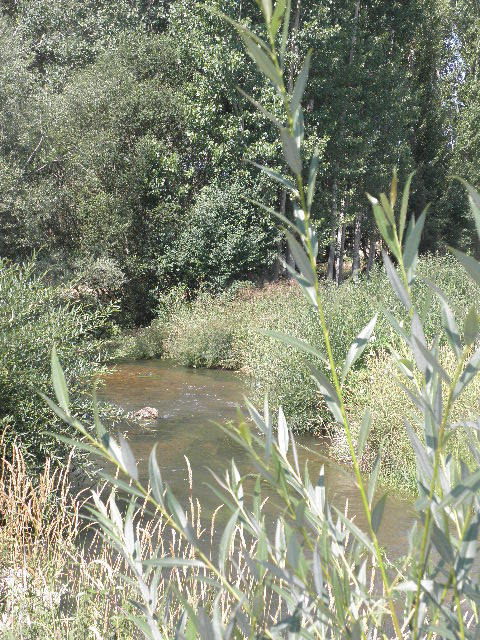
Río Tuerto a su paso por Revilla de Cepeda

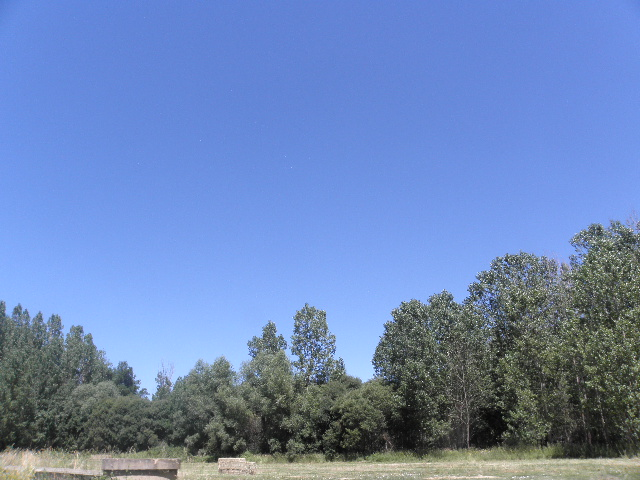
Chopera al fondo, en Revilla de Cepeda

## Geografía
El núcleo urbano está rodeado de montes y en ellos habitan muchos animales característicos de la zona: corzos, zorros, conejos, etc. Además, el río Tuerto, afluente del rio Órbigo  que vierte a su vez sus aguas al río Duero, atraviesa el pueblo, regando sus vegas donde se plantan chopos por los propietarios de los terrenos por los que transita. Todos estos ríos son gestionados por la Cuenca Hidrográfica del Duero.

### Economía
Unas de la fuentes económicas es la explotación de los chopos para la obtención de madera. Se plantan y unos 15 años después se cortan. Desde la Junta de Castilla y León se gestiona la explotación de la madera en la zona.
Revilla cuenta con un establecimiento rural, que ayuda a dinamizar la economía local.[cita requerida]

### Poblmiento
En la localidad habitan 4 habitantes, aunque los fines de semana y los periodos de vacaciones acuden y pernoctan en él otros propietarios.[cita requerida]

## Patrimonio
A la entrada del pueblo hay una iglesia que tiene un campanario. Además, en su interior, hay un retablo neogótico y algunas figuras religiosas, talladas en madera, muestra de la artesanía popular. La iglesia cuenta con una pila bautismal de mármol.
En Revilla de Cepeda hay algunos yacimientos arqueológicos. Uno de ellos da fe de la existencia en la villa de un castro celta. Éste se encuentra ubicado en la ladera del monte en la carretera de entrada al pueblo. El otro lo conforman los restos de una villa de época romana, que no ha sido recuperada.
Otro edificio público que aún se conserva es la escuela municipal.
Las cigüeñas son muy numerosas y pueden verse varios nidos en el núcleo urbano.